# Bruno Bellone
Bruno Bellone (* 14. březen 1962, Toulon) je bývalý francouzský fotbalista. Nastupoval především na postu útočníka.
S francouzskou reprezentací vyhrál Mistrovství Evropy 1984, na šampionátu nastoupil ke třem zápasům a vstřelil jeden gól. Má též bronzovou medaili z mistrovství světa v Mexiku roku 1986. Zúčastnil se též světového šampionátu roku 1982. V národním týmu působil v letech 1981-1988 a odehrál 34 utkání, v nichž vstřelil 2 branky.
S klubem AS Monaco se stal mistrem Francie (1981/82) a získal francouzský pohár (1984/85).